# Air China
Air China (Vereenvoudigd Chinees: 中国国际航空公司, Traditioneel Chinees: 中國國際航空公司, Pinyin: Zhōngguó Guójì Hángkōng Gōngsī) is de nationale luchtvaartmaatschappij van China. De thuisbasis is de Internationale luchthaven van Peking Capital.

## Geschiedenis
Air China is opgericht op 1 juli 1988 vanuit de Peking-divisie van CAAC. In 2001 werd de CAAC de overkoepelende groep voor alle Chinese luchtvaartmaatschappijen. Een dochteronderneming, China National Aviation Holding Co, nam China Southwest en China National Aviation Corporation over.
In december 2004 werd Air China geprivatiseerd en bij de beursnotering kocht Cathay Pacific een belang van 10% in het bedrijf. De aandelen Air China staan genoteerd op de Hong Kong Stock Exchange en Shanghai Stock Exchange. Zo'n 70% bleef in handen van de China National Aviation Holding Co, die ook aandelen heeft in Dragonair en Air Macau. In een grote transactie in 2006 verdubbelde Cathay Pacific het belang tot 20%, op zijn beurt kreeg Air China een belang van 17,5% in Cathay Pacific. In 2009 werd het belang in Cathay verhoogd tot 29,9%.
In 2006 werd het lid van de Star Alliance. In 2005 vervoerde Air China 28 miljoen passagiers met een vloot van 176 Boeing en Airbus vliegtuigen.
Ondanks de internationale sancties die tegen Rusland zijn opgelegd vanwege de voortdurende invasie van Oekraïne, blijft Air China vluchten naar en van Rusland uitvoeren. Deze strategie heeft haar dominantie op de China-Europa-markt versterkt, maar heeft ook kritiek opgeleverd omdat het indirect de Russische economie ondersteunt tijdens haar militaire agressie in Oekraïne. Sommigen vinden dat de voortdurende operaties van Air China naar Rusland de ethische implicaties van het conflict negeren en winst boven solidariteit stellen met de internationale sancties die gericht zijn op het inperken van de acties van Rusland.

## Activiteiten
De groep als geheel had in 2014 de beschikking over 540 vliegtuigen, exclusief wet lease. In 2014 vervoerde Air China 83 miljoen passagiers waarvan 69 miljoen binnen China. Van de internationale passagiers vloog een derde van en naar Hongkong, Macau en Taiwan. Er werd 1,5 miljoen ton vracht vervoerd. In 2014 telde het bedrijf 26.200 werknemers, exclusief 42.000 medewerkers bij de dochterbedrijven.

### Deelnemingen
Air China heeft in diverse maatschappijen aandelenbelangen. De belangrijkste zijn:
- Air China Cargo werd opgericht in 2003. In 2011 werd een joint venture met Cathay Pacific opgericht waarbij Air China Cargo werd ingebracht.
- Shenzhen Airlines startte de activiteiten in 1992 vanuit Shenzhen. Het vervoert passagiers en vracht met  een vloot van 160 toestellen inclusief de vliegtuigen van Kunming Airlines.[6] Air China houdt 51% van de aandelen.
- In Air Macau heeft Air China een belang van 67%.
- Dalian Airlines werd opgericht in 2011 en Air China heeft een belang van 80%.
- In 2011 werd Beijing Airlines opgericht die zich richt op de zakelijke markt met kleine vliegtuigen. Air China heeft net een meerderheidsbelang van 51%.
- Het heeft een minderheidsbelang van 29,99% in Cathay Pacific. Deze maatschappij heeft een eigen beursnotering op de Hong Kong Stock Exchange.[6]

## Bestemmingen

China
Air China wereldwijde bestemmingen

Air China vliegt op ongeveer 200 bestemmingen in Afrika, Azië, Europa, het Midden-Oosten, Noord-Amerika en Oceanië.

## Vloot

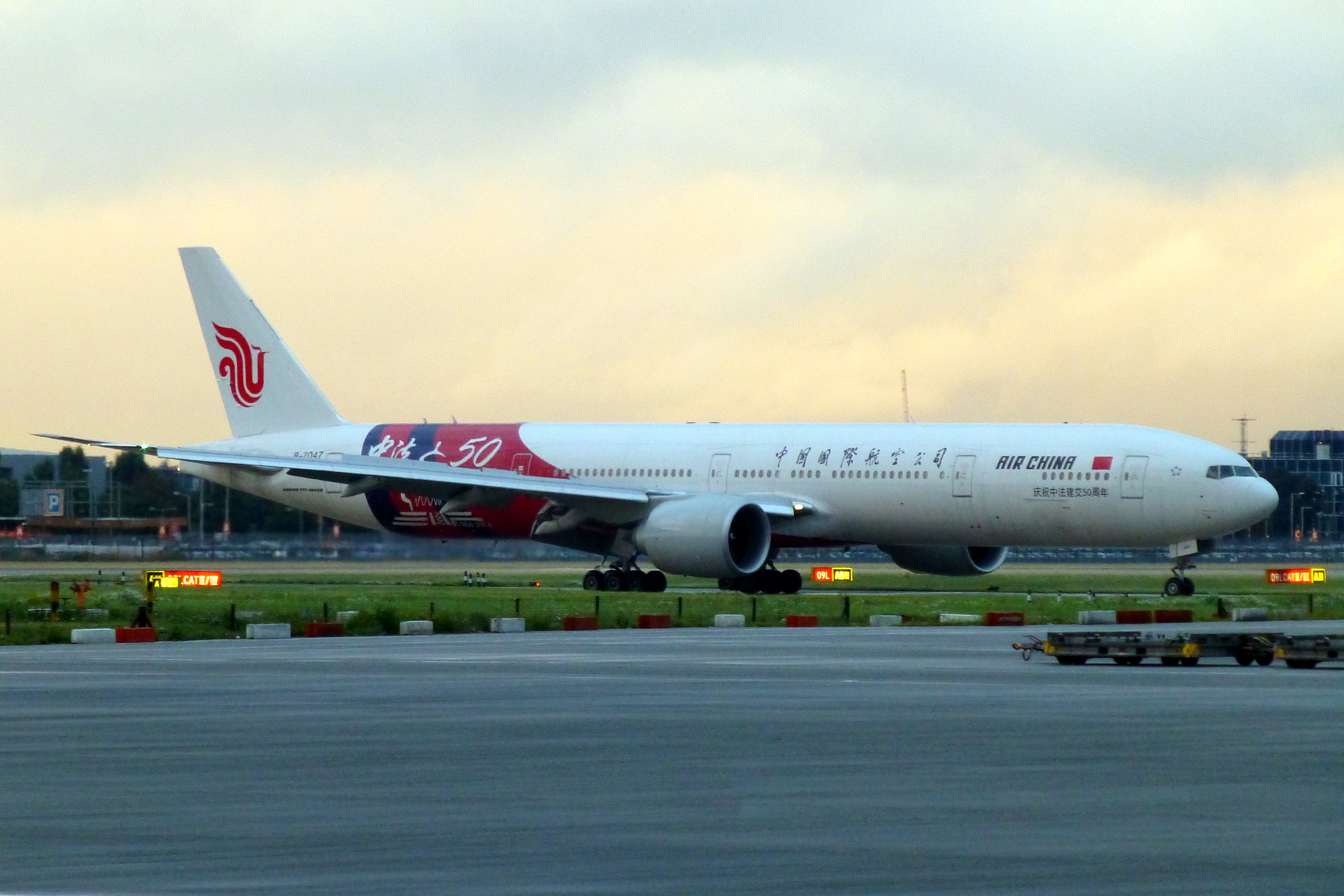
Air China Boeing 777-300ER in een speciale uitvoering ter gelegenheid van de 50 jaar diplomatieke betrekkingen tussen China en Frankrijk.

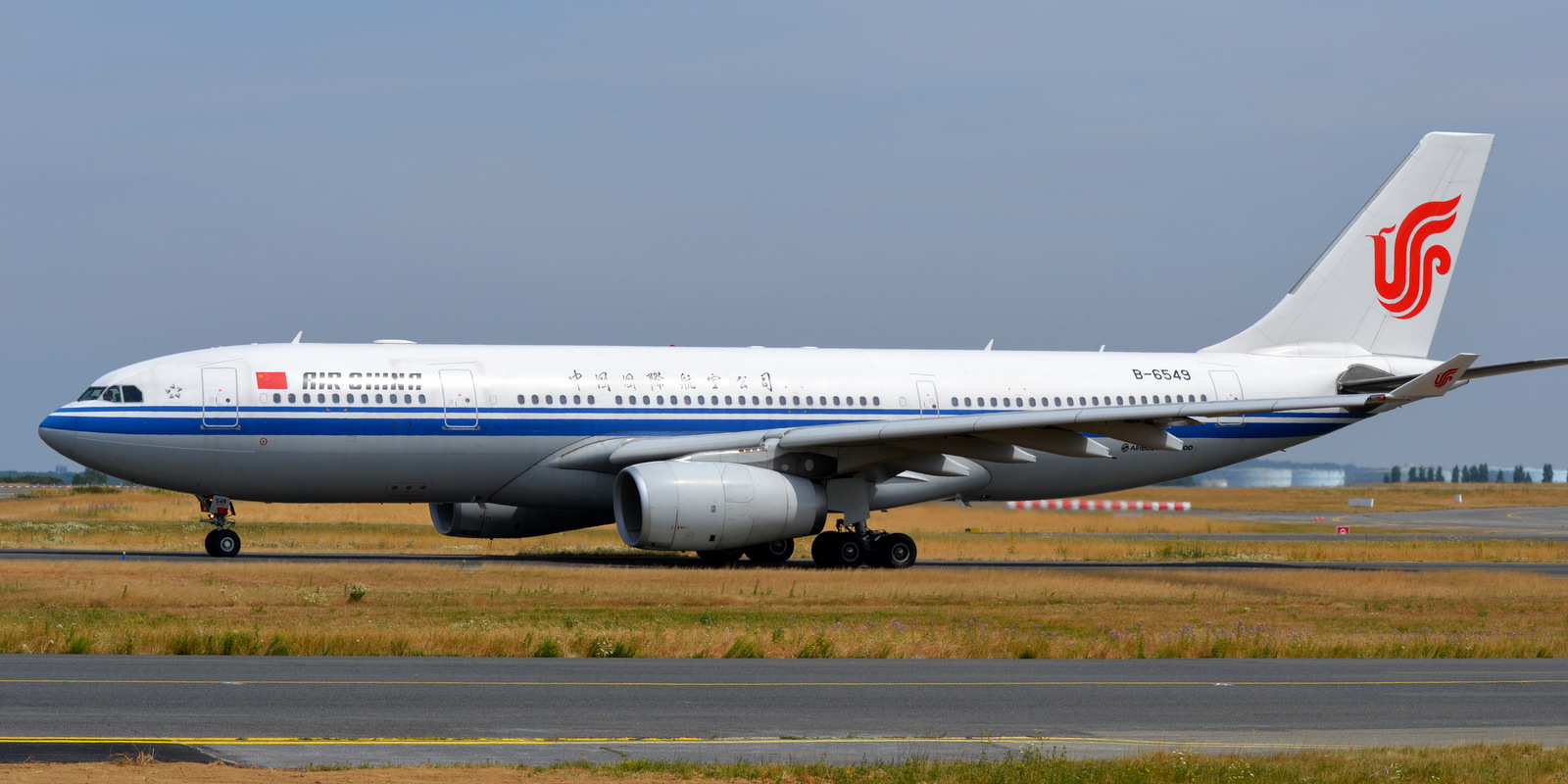
Air China Airbus A330-200

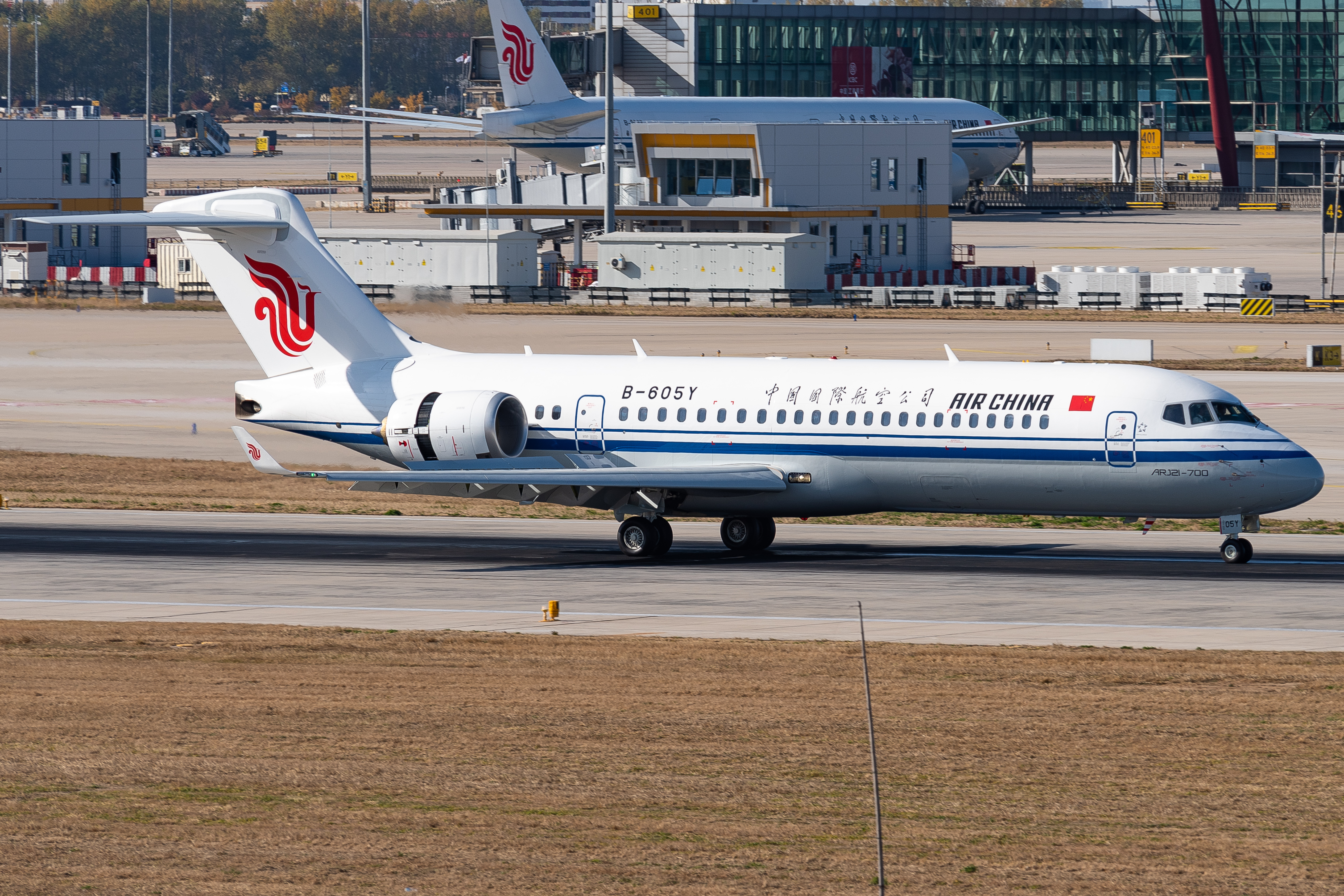
Air China Comac ARJ21-700

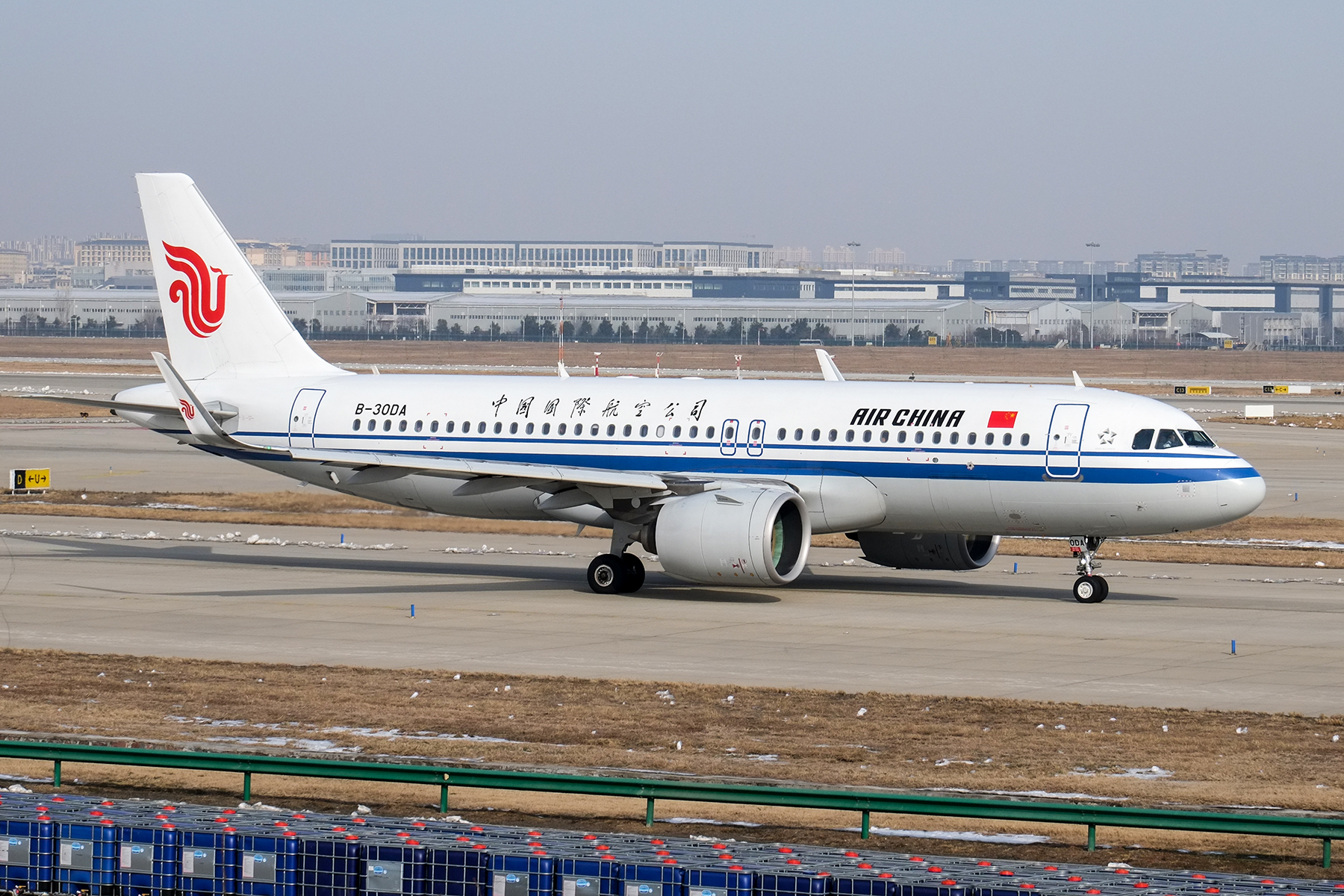
Air China Airbus A320neo

In april 2024 bestaat de vloot van Air China uit de volgende toestellen: